# Aventura Selvagem
Aventura Selvagem foi um programa de televisão que estreou no dia 6 de março de 2010, no SBT
O programa retratava as aventuras do biólogo Richard Rasmussen na natureza.

## Histórico
Após 3 anos sendo exibido aos sábados, foi transferido para os domingos a partir de 4 de agosto de 2013. O último programa foi ao ar em 20 de abril de 2014, em função de Richard Rasmussen ter saído da emissora.

## Sinopse
Aventura Selvagem, mistura aventura e diversão com conhecimento de natureza, no qual Richard Rasmussen promove grandes encontros interativos com os mais diversos animais, de forma espontânea. Além do formato já conhecido pelo público, onde o aventureiro viaja para as mais variadas locações e biomas, dentro e fora do Brasil, no intuito de mostrar fauna e flora locais, o programa contava com quadros que se revezam semanalmente com temas diversos.

## Elenco
- Richard Rasmussen - apresentador, criador e diretor
- Sabrina Martins Rasmussen - assistente de câmera, fotografia
- Carlos Campos Gonçalves - assistente de pesquisa
- Claudio Brito - câmera